# مقاطعة وارين (إلينوي)
مقاطعة وارين (بالإنجليزية: Warren County)‏ هي إحدى المقاطعات في ولاية إلينوي في الولايات المتحدة الأمريكية.

## معرض صور

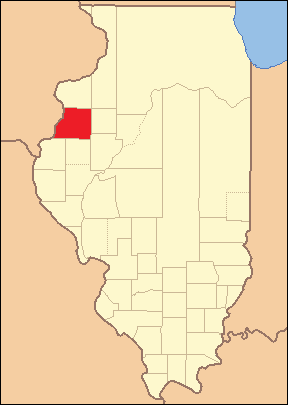
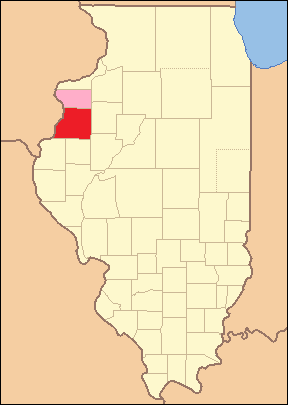
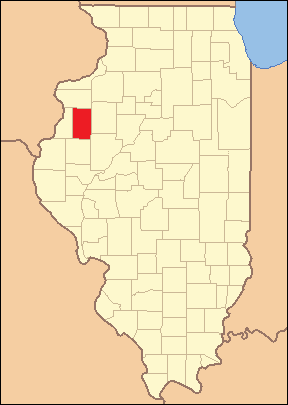

## أعلام
- أندرو جي. ريد